# Лисунова, Екатерина Андреевна
Екатерина Андреевна Лисунова (в девичестве Пантюлина, род. 6 октября 1989 года Львов, УССР) — российская ватерполистка, подвижный нападающий ханты-мансийской «Югры» и сборной России.

## Карьера
Хотя родители Екатерины — бывшие ватерполисты, сама Катя начала свой путь в спорте с волейбола в Крыму. И лишь в 13 лет перешла в водное поло. В Челябинск её привезла её тётя — заслуженный тренер России В. В. Верёвкина. После игр в юниорской команде Челябинска в 2005 году Екатерина перешла в команду «Уралочка-ЗМЗ» из Златоуста, а в 2006 году пополнила состав киришской команды «КИНЕФ-Сургутнефтегаз», в составе которой 6 раз становилась чемпионкой страны. В 2012 году перешла в «Югру». Бронзовый призёр чемпионатов России (2013, 2015).
В составе юниорской сборной стала трёхкратной чемпионкой мира (2005, 2006, 2007).
В сборной команде России с 2006 года. Бронзовый призёр Кубка мира (2006). Победительница (2008) и бронзовый призёр (2006) Мировой лиги. Бронзовый призёр чемпионатов мира (2007, 2009, 2011). Чемпионка Европы (2006, 2008). Чемпион Универсиады (2013).
Сезон 2011/12 провела в «КИНЕФ-Сургутнефтегазе» и стала чемпионкой России.
Замужем, муж — Сергей Лисунов — игрок сборной России по водному поло.

## Награды
- Медаль ордена «За заслуги перед Отечеством» II степени (25 августа 2016 года) — за высокие спортивные достижения на Играх XXXI Олимпиады 2016 года в городе Рио-де-Жанейро (Бразилия), проявленные волю к победе и целеутремленность[1].
- Почётная грамота Президента Российской Федерации (2013) — за высокие спортивные достижения на XXVII Всемирной летней универсиаде 2013 года в городе Казани.